# Hésirê
Hésirê est un haut fonctionnaire de l'Égypte antique au début de la IIIe dynastie.

## Identité
Grâce à plusieurs empreintes de sceau d'argile trouvées dans la tombe d'Hésirê, on sait aujourd'hui que ce haut fonctionnaire a vécu et travaillé pendant le règne du roi Djéser et peut-être aussi sous le roi Sekhemkhet.
Le nom d'Hésirê présente un certain intérêt pour les égyptologues et les historiens, car il est lié au dieu du soleil Rê. Hésirê, aux côtés de quelques hauts fonctionnaires de cette époque, fait partie des premiers hauts fonctionnaires qui ont été autorisés à lier leur nom à Rê. Cependant, ils n'étaient pas autorisés à utiliser le hiéroglyphe du disque solaire pour écrire le nom de Rê. Cela n'était permis qu'au roi,

## Titres
En tant que haut fonctionnaire et prêtre, Hésirê portait plusieurs titres élitaires et pieux,.
Son titre le plus notable est Wr-jbḥ-snjw, signifiant « Grand des coupeurs d'ivoire » ou « Grand des dentistes », ce qui ferait de lui le premier dentiste dont nous connaissons le nom. Il porte les titres de :
- « Grand des dix de Haute-Égypte » (égyptien : Wr-mḏ-s̆mˁw)[5],
- « Confident du roi » (égyptien : Rḫ-nsw.t),
- « Grand de Peh » (égyptien : Wr-Pḥ),
- « Grand des dentistes » (égyptien : Wr-jbḥ-snjw)[3],
- « Ancien des Qed-hetep » (égyptien : Smsw-ḳd-ḥtp),
- « Chef des scribes du roi » (égyptien : Mḏḥ-ss̆.w-nsw.t),
- « Frère de Min » (égyptien : Sn-Min)[6],
- « Magicien de Mehyt » (égyptien : Ḥm-ḥḳȝ-Mhyt)[6].

## Carrière
Parmi les titres d'Hésirê, le plus discuté est Wr-jbḥ-snjw, qui peut être traduit de nombreuses façons. Jbḥ peut aussi bien être traduit par « dentition » et/ou « ivoire ». Snjw est un pluriel pour désigner aussi bien les « flèches » que les « coupeurs » et/ou les « médecins ». Ainsi, le titre complet Wr-jbḥ-snjw peut être traduit soit par « Grand des coupeurs d'ivoire », soit par « Grand des dentistes ». Si la première traduction est correcte, Hésirê était un coupeur d'ivoire et un artiste professionnel - une profession assez courante et déjà attestée dans les premières inscriptions dynastiques. Si la seconde traduction est correcte, Hésirê serait la toute première personne de l'histoire égyptienne à être officiellement désignée comme dentiste professionnel.
En outre, Hésirê est connu pour les peintures murales colorées découvertes à l'intérieur et à l'extérieur de sa tombe. Des couleurs telles que le noir, le blanc, le jaune, le vert et le rouge ont été utilisées. Les ornements comprennent des rhombes, des rayures et une imitation de tapis de roseau vert-jaunâtre. Les peintures étaient en si bon état lors de leur découverte que les fouilleurs ont décidé de remplir les couloirs peints avec des gravats de haute qualité afin de tenter de préserver les couleurs. Des reliefs proches représentent des objets de la vie quotidienne et même des accessoires de jeu, comme des plateaux de jeu Mehen et un jeu de Senet,.
Ses partenaires contemporains possibles comprenaient Netjeraperef, Akhetaâ, Khâbaousokar, Pehernéfer et Metjen, qui occupaient également des fonctions sous Houni et Snéfrou. Toutes leurs inscriptions funéraires révèlent que l'époque de ces deux rois devait être très prospère et que l'économie et l'administration des bureaux étaient florissantes.

## Sépulture

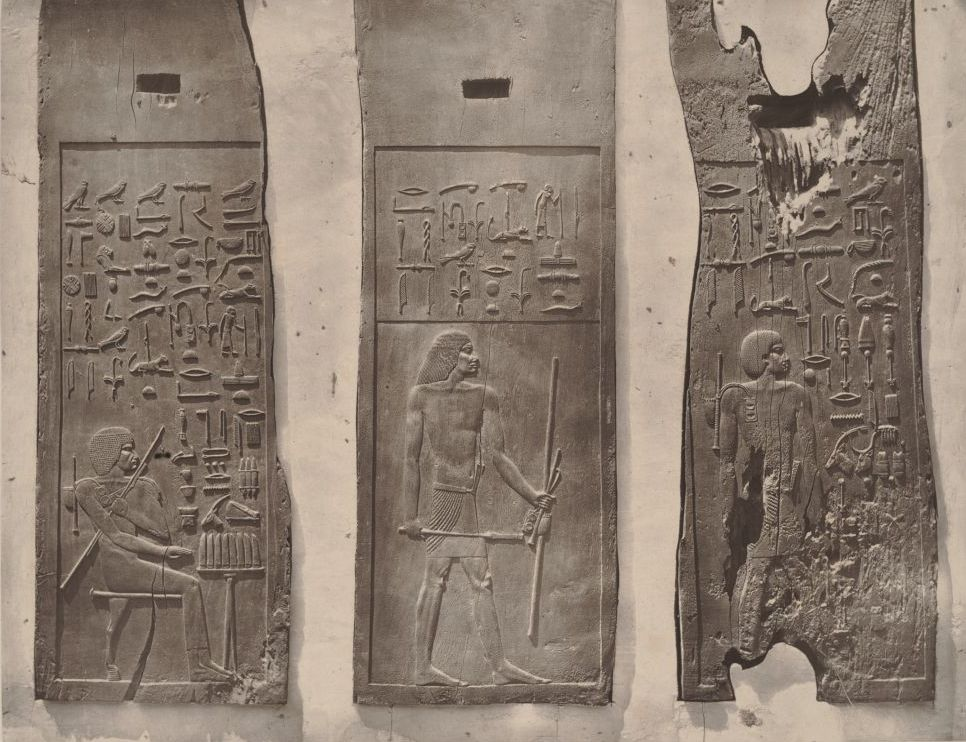
Trois panneaux du Musée de Boulaq.

Son tombeau, un mastaba référencé S-2405, découvert en 1860 par Auguste Mariette et Jacques de Morgan au nord du complexe pyramidal de Djéser, est connu pour ses peintures et ses panneaux de bois de cèdre.
Sur ces panneaux, Hésirê est représenté à plusieurs stades de son âge. En effet, les panneaux proches de l'entrée montrent Hésirê comme un joli jeune homme au début de sa carrière. Plus près de la chapelle du souvenir, Hésirê est dépeint comme un homme d'âge moyen à l'apogée de sa carrière. Enfin, dans la chapelle du souvenir, il est représenté comme un vieil homme, assis sur une table d'offrandes et engoncé dans une robe moulante. L'artiste des panneaux a même accentué les maniérismes faciaux de l'âge : le visage d'Hésirê passe d'un visage assez lisse à un visage ridé et affaissé, selon le stade d'âge que l'on voulait représenter,.
Les trois premiers panneaux exposés à l'origine au Musée de Boulaq sont désormais au Musée égyptien du Caire, sous les références CG1426 - CG1427 - CG1428. Les cinq premiers panneaux trouvés par Mariette ont été transportés au Musée égyptien du Caire en 1866 ; un sixième sera découvert par James Edward Quibell.
Chaque panneau, d'un mètre de hauteur sur quarante centimètres de largeur servait de fausse porte située dans chacune des onze niches du mur ouest du tombeau.
- Portait d'Hésirê représenté à plusieurs stades de son âge

"Portait
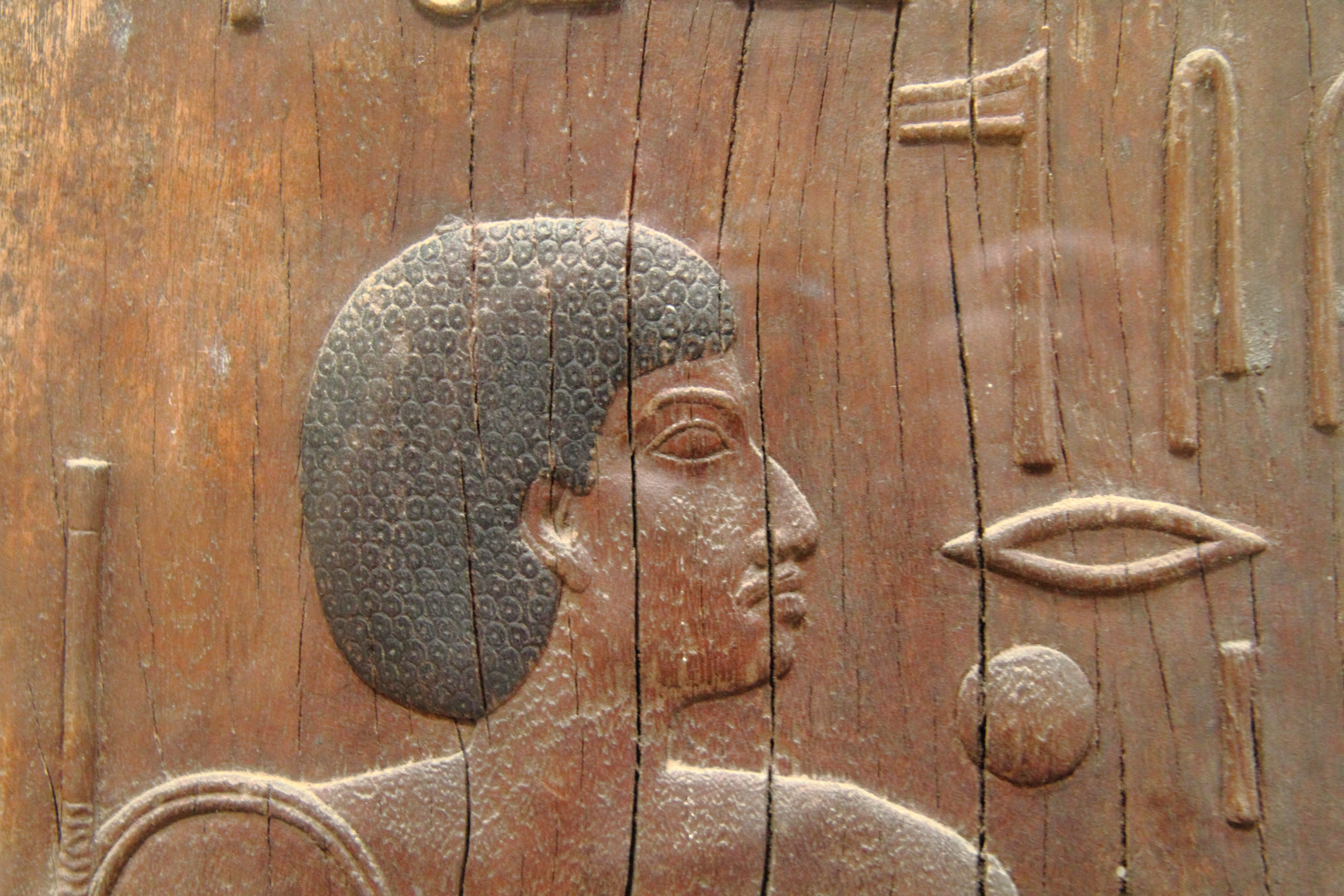
panneau CG1426
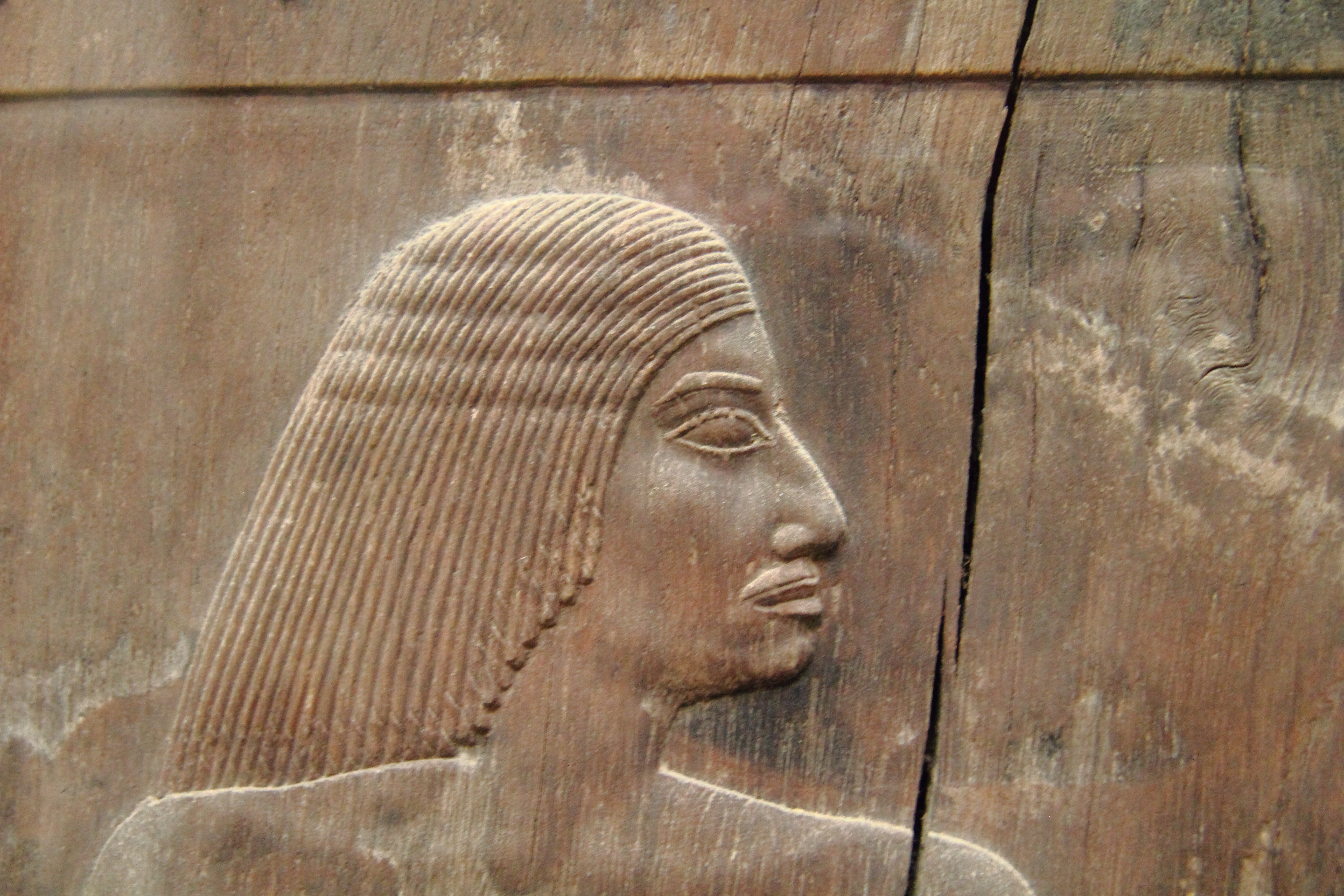
panneau CG1427
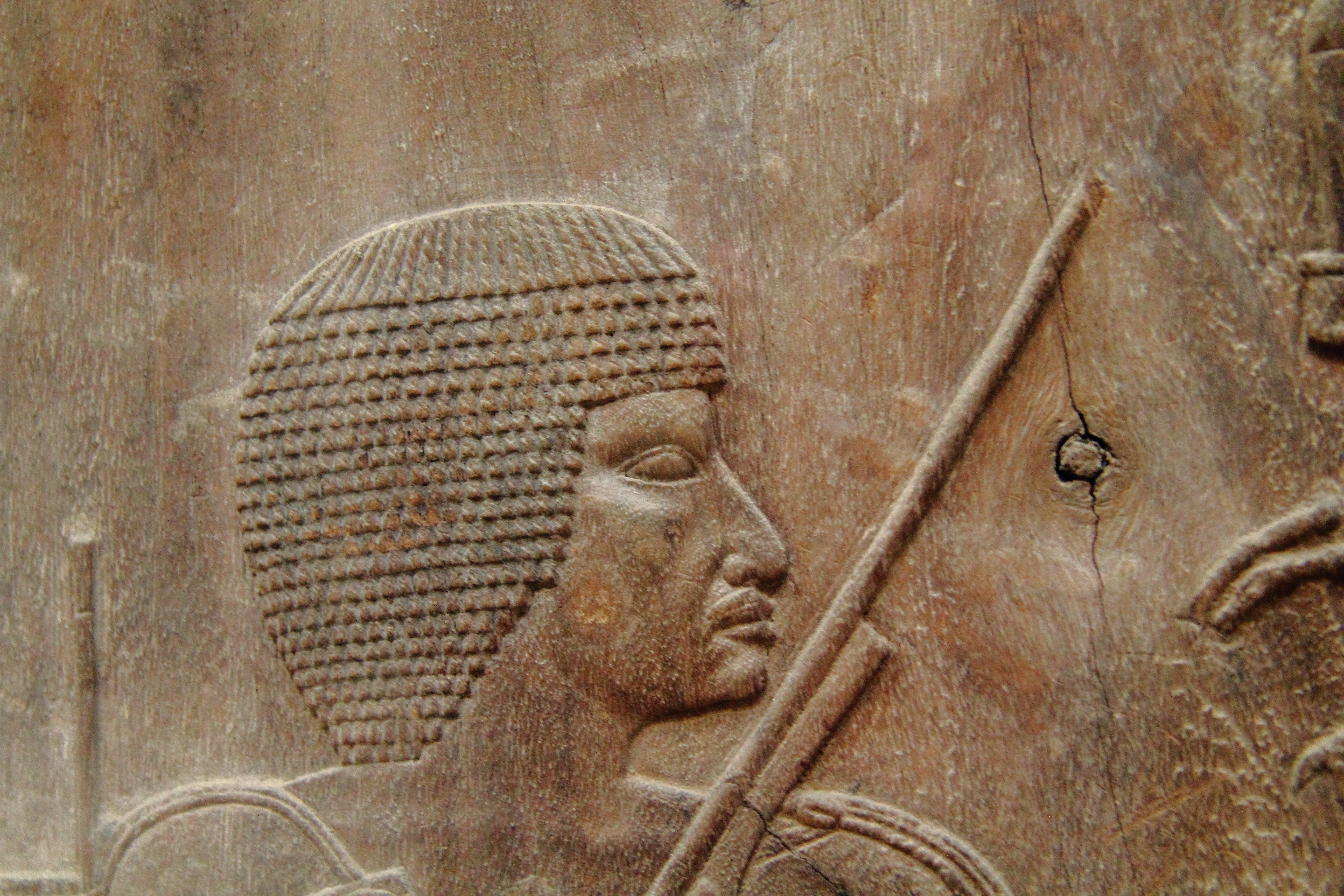
panneau CG1428

### Fouilles

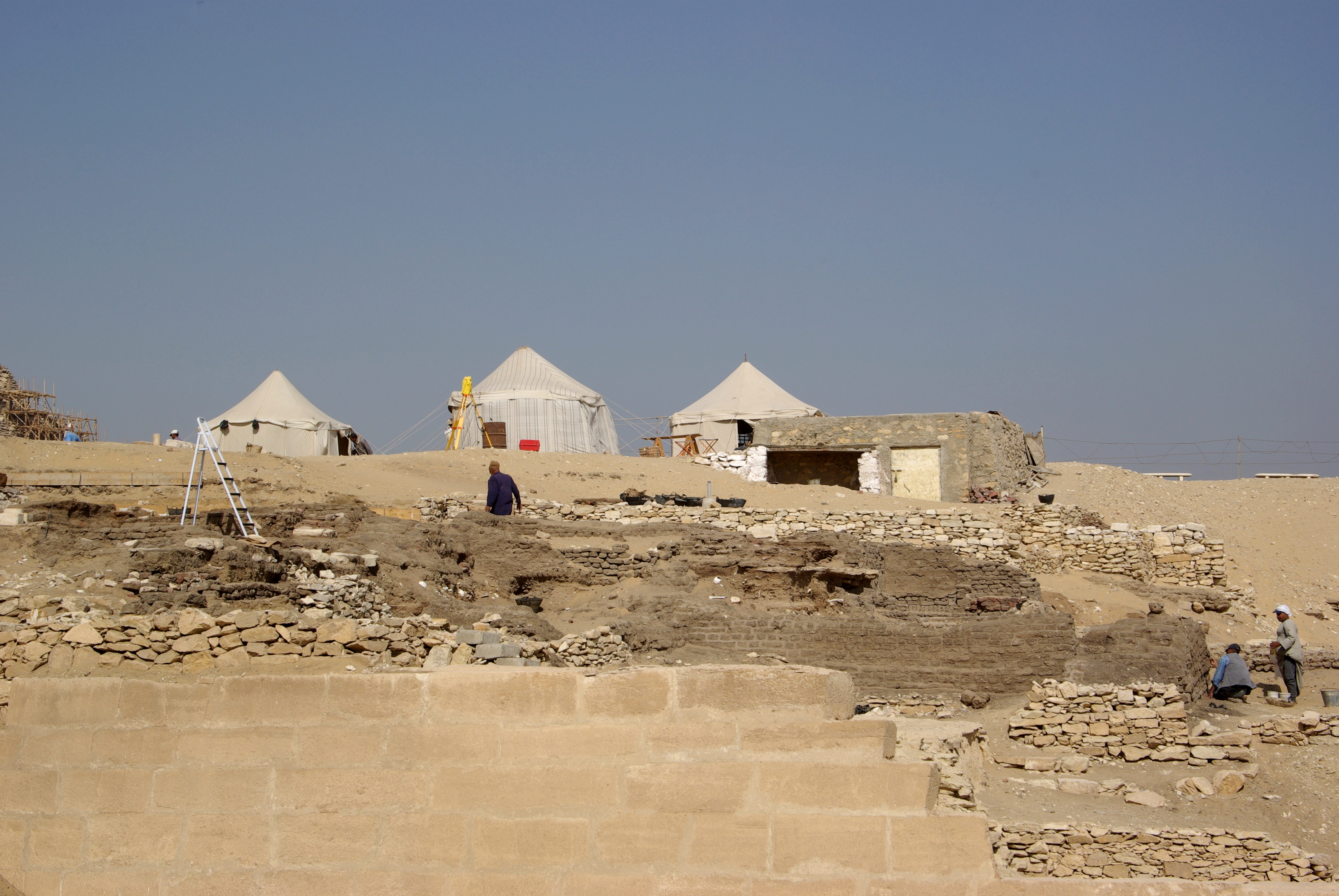
Fouilles archéologiques au mastaba d'Hésirê en novembre 2010

Les fouilles ont commencé en 1910 et se sont terminées en 1912, organisées et réalisées par l'archéologue Britannique James Edward Quibell. La tombe d'Hésirê est coincée entre des dizaines d'autres, à environ 260 m au nord-est du complexe pyramidal du roi Djéser. Dans son état original, le mastaba mesurait quarante-trois mètres de long, vingt-deux mètres de large et cinq mètres de haut. Il était fait de briques de boue durcie. Les murs intérieurs et extérieurs étaient autrefois entièrement recouverts de calcaire blanc. La structure de la pièce intérieure était constituée d'un long couloir à niches et de plusieurs pièces et chapelles,.